# بخش کروزلنژان
بخش کروزلنژان یکی از بخشهای کانتون تورگو  در کشور سوئیس است.